# Дого
Дого (фр. Dogou) — небольшой город и супрефектура в Чаде, расположенный на территории региона Танджиле. Входит в состав департамента Западное Танджиле.

## География
Город находится в юго-западной части Чада, к востоку от реки Кабия, на расстоянии приблизительно 309 километров к юго-юго-востоку (SSE) от столицы страны Нджамены. Абсолютная высота — 550 метров над уровнем моря.

## Население
По данным официальной переписи 2009 года численность населения Дого составляла 27 273 человека (12 877 мужчин и 14 396 женщин). Население супрефектуры по возрастному диапазону распределилось следующим образом: 50,7 % — жители младше 15 лет, 44,5 % — между 15 и 59 годами и 4,8 % — в возрасте 60 лет и старше.

## Транспорт
Ближайший аэропорт расположен в городе Кело.